# Nepticula hannoverella
Nepticula hannoverella is een vlinder uit de familie van de dwergmineermotten (Nepticulidae). De wetenschappelijke naam van de soort is voor het eerst geldig gepubliceerd in 1872 door Glitz.